# Comté de Walton (Géorgie)
Pour les articles homonymes, voir Comté de Walton.
Le comté de Walton (en anglais : Walton County) est un comté de Géorgie, aux États-Unis. Son siège est Monroe. Lors du recensement de 2020, sa population s'élève à 96 673 habitants.

## Démographie
| 1810  | 1820  | 1830   | 1840   | 1850   | 1860   |
| ----- | ----- | ------ | ------ | ------ | ------ |
| 1 026 | 4 192 | 10 929 | 10 209 | 10 821 | 11 074 |

| 1870   | 1880   | 1890   | 1900   | 1910   | 1920   |
| ------ | ------ | ------ | ------ | ------ | ------ |
| 11 038 | 15 622 | 17 467 | 20 942 | 25 393 | 24 216 |

| 1930   | 1940   | 1950   | 1960   | 1970   | 1980   |
| ------ | ------ | ------ | ------ | ------ | ------ |
| 21 118 | 20 777 | 20 230 | 20 481 | 23 404 | 31 211 |

| 1990   | 2000   | 2010   | 2020   | - | - |
| ------ | ------ | ------ | ------ | - | - |
| 38 586 | 60 687 | 83 768 | 96 673 | - | - |